# حجر الملح
حجر الملح هو تكوين جيولوجي كبير في جبال أولاد نايل، بالقرب من بلدة الجلفة. يتكون من خليط من الملح والصلصال، ويبلغ عرضه تقريبا 1,500 م (4,900 قدم) وطوله 105 م (344 قدم). نظرًا لتكوينه، فإن لونه رمادي مائل للبياض بشكل واضح، ولا يحتوي على نباتات.